# Салабай Єфросинія Федорівна
Єфросинія Федорівна Салабай (6 березня 1915, село Ріпинці, тепер Дунаєвецького району Хмельницької області — 26 серпня 2010, місто Кам'янець-Подільський Хмельницької області) — українська радянська діячка, новатор виробництва, штукатур Кам'янець-Подільського будівельного управління № 2 Хмельницької області. Депутат Верховної Ради УРСР 5-го скликання.

## Біографія
Народилася в багатодітній селянській родині. У 1920 році помер батько. Трудову діяльність розпочала в колгоспі села Ріпинці Орининського району Кам'янець-Подільської області.
Під час німецько-радянської війни була евакуйована в східні райони РРФСР. Працювала санітаркою в фронтовому санітарному поїзді.
З 1945 року — штукатур Кам'янець-Подільського будівельного управління № 2 Хмельницької області.
Потім — на пенсії в місті Кма'янці-Подільському Хмельницької області.